# Xahrazad
Xahrazad(persa: شهرزاد, Xahrzād) és el personatge i la narradora principal de la recopilació de rondalles en persa titulada Les mil i una nits.

## Nom
Segons els investigadors moderns, el nom «Xahrazad» deriva d'una forma àrab del nom del persa mitjà Čehrāzād, que es compon de les paraules čehr (llinatge) i āzād (noble, exaltat).
Les formes més primerenques del nom són Šērzād —شیرزاد, «nascuda del lleó», del persa شیر šēr, «lleó» i زادن zādan «engendrar, procrear»— segons Al-Massudí i, segons Ibn an-Nadim, Šahrāzād —شهرآزاد, «la de noble regne», del persa شهر šahr «ciutat, regne, dominis» i آزاد āzād, «noble, exaltat».
El nom apareix com a Šahrazād a l'Encyclopedia of Islam i com a Šahrāzād a l'Encyclopædia Iranica. Entre les edicions estàndard impreses del segle xix, el nom apareix com a شهرزاد (Šahrazād) a l'edició de Calcuta de Macnaghten (1839-1842) i a l'edició Bulaq de 1862, i com a شاهرزاد (Šāhrazād) a l'edició Breslau (1825-1843). L'edició crítica de Muhsin Mahdi té شهرازاد (Šahrāzād).
Els noms en català dels personatges de l'obra han estat fixats amb autoritat per Margarida Castells i Dolors Cinca en la seva traducció de Les mil i una nits.

## Història
La història per capítols explica que el sultà Xahryiar (persa: شهریار «rei») va descobrir un dia que la seva primera esposa li era infidel. Així, va decidir casar-se amb una nova verge cada dia i decapitar-la l'endemà, de manera que no tindria l'oportunitat de ser-li infidel. Quan va conèixer Xahrazad, la filla del visir, havia matat 1.001 dones.
Contra els desitjos del seu pare, Xahrazad es va oferir voluntària per passar una nit amb el rei. Una vegada a les cambres del rei, Xahrazad li va preguntar si podia acomiadar-se per última vegada de la seva estimada germana, Duniazad. El rei accedí i Duniazad li demana que expliqués un conte, com secretament havia planejat Xahrazad i, així, l'esposa del sultà inicia una narració que dura tota la nit.
El rei va escoltar amb interès quan Xahrazad explicava la seva primera història. La nit va passar i Xahrazad es va aturar sense acabar la narració. El rei li va demanar que acabés, però Xahrazad va dir que no ja hi havia temps, ja que estaven a trenc d'alba. Així doncs, el rei li va perdonar la vida aquell dia perquè pogués acabar la història la nit següent. La nit següent, Xahrazad va acabar la història i després en va començar una altra, més emocionant encara, que va tornar a aturar a la matinada. Un cop més, el rei li va perdonar la vida un dia més per sentir la segona història.
Així, el rei va mantenir viva dia a dia Xahrazad, ja que esperava amb impaciència la finalització de la història de la nit anterior. Al final de les 1.001 nits i les 1.000 històries, Xahrazad va dir al rei que ja no tenia més contes per explicar-li. Durant aquestes 1.001 nits, el rei s'havia enamorat de Xahrazad. Li va perdonar la vida i la va convertir en la seva reina.
El nucli d'aquestes històries està format per un antic llibre persa anomenat Hezar-Afsâna o els Mil mites (en persa: هزارافسانه).

## Origen del personatge

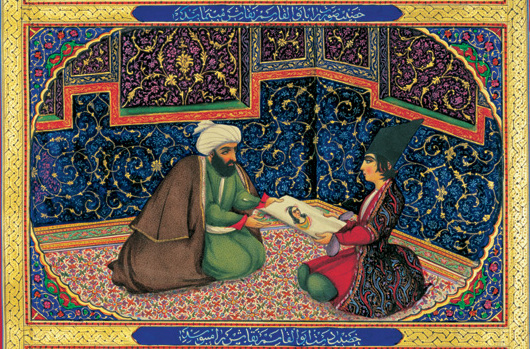
Xahrazad i el sultà, miniatura persa de Sani ol molk (1849-1856).

Xahrazad ha estat identificada, confosa, o parcialment derivada de la llegendària reina Homāy, filla de Bahman, que tenia l'epítet Čehrzād o Čehrāzād (شهرزاد), 'aquella l'aparença de la qual és noble'.
També es diu que la mare de Harun ar-Raixid, al-Khayzuran, va influir en el personatge de Xahrazad.
Xahrazad, a més de ser la protagonista de l'extens relat anònim Les mil i una nits, dona nom a una de les principals obres del compositor rus Rimski-Kórsakov, Scheherezade.
El 1998 es va crear una sèrie de dibuixos animats que emetia el canal France 2 titulada Princesse Shéhérazade, que es va emetre doblada al català de la mà del K3, posteriorment convertit en Canal Super3.